# The Classics IV

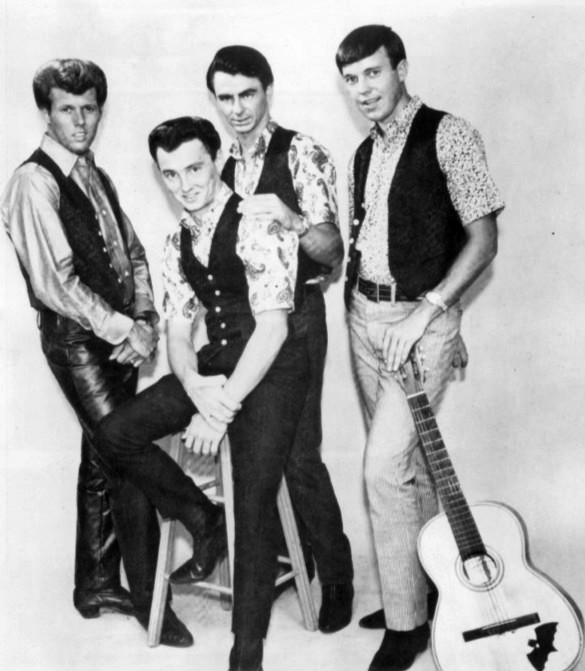
The Classics IV en 1968.

The Classics IV est un groupe américain de soft pop originaire de Jacksonville (Floride). Formé au milieu des années 1960, le groupe a connu plusieurs succès dans les hits parades, notamment les titres Spooky et Stormy en 1968 et Traces en 1969.

## Membres[1]
- J. R. Cobb : guitare,
- Dennis Yost : chant,
- Kim Venable : batterie,
- Joe Wilson, puis Dean Daughtry : basse,
- Wally Eaton : guitare.

## Discographie

### Albums
| Année | Album                      | Label & n°                                | US Billboard |
| ----- | -------------------------- | ----------------------------------------- | ------------ |
| 1968  | Spooky                     | Imperial LP-9371 (Mono)/LP-12371 (Stereo) | 140          |
| 1968  | Mamas and Papas/Soul Train | Imperial LP-12407                         | 196          |
| 1969  | Traces                     | Imperial LP-12429                         | 45           |
| 1969  | Golden Greats Volume 1     | Imperial LP-16000                         | 50           |
| 1970  | Stormy                     | Sunset SUS-5323                           | -            |
| 1970  | Song                       | Liberty LST-11003                         | -            |
| 1973  | What Am I Crying For       | MGM South MSH-702                         | -            |